# Regillio Simons
Regillio Simons (ur. 28 czerwca 1973) – holenderski piłkarz występujący na pozycji napastnika.

## Kariera piłkarska
Od 1993 do 2005 roku występował w Telstar, Fortuna Sittard, NAC Breda, Willem II, Kyoto Purple Sanga, Den Haag i TOP.